# Proton X50
Le Proton X50 est un SUV multisegment sous-compact produit par le constructeur automobile malais Proton. Commercialisé en tant que SUV du segment B, le véhicule a été révélé le 15 septembre 2020 et a été lancé le 27 octobre 2020. Le modèle est le deuxième SUV de la marque après le Proton X70. Le véhicule est un Geely Binyue rebadgé avec plusieurs modifications, y compris la conversion pour le sens de circulation conduite à droite et plusieurs réglages mécaniques,.

## Aperçu
À la suite de l'achat de Proton par Geely en 2017, Proton a sécurisé les propriétés intellectuelles pour la conception, le développement, la fabrication, la vente, la commercialisation et la distribution du Geely Binyue aux côtés du Boyue (X70) et Geely Jiaji. Des prototypes camouflés ont été testés sur la voie publique en Malaisie depuis février 2019,.
Comme le Geely Binyue, la voiture est soutenue par la même plate-forme BMA développée conjointement par Geely et Volvo. Le développement du design extérieur du Binyue a été dirigé par Jamie Barrett. Les concepteurs en chef de Proton et Geely ont affirmé que la conception du véhicule était inspirée d'un avion de combat.
Contrairement au X70 initialement importé de Chine, le X50 est construit dans l'usine Proton de Tanjung Malim depuis le premier jour avec 40% de contenu local et contient 406 pièces spécifiques au X50,,. La première unité est sortie de la chaîne de montage le 15 septembre 2020.
Au lancement, le X50 était disponible en quatre versions, qui sont Standard, Executive, Premium et Flagship.

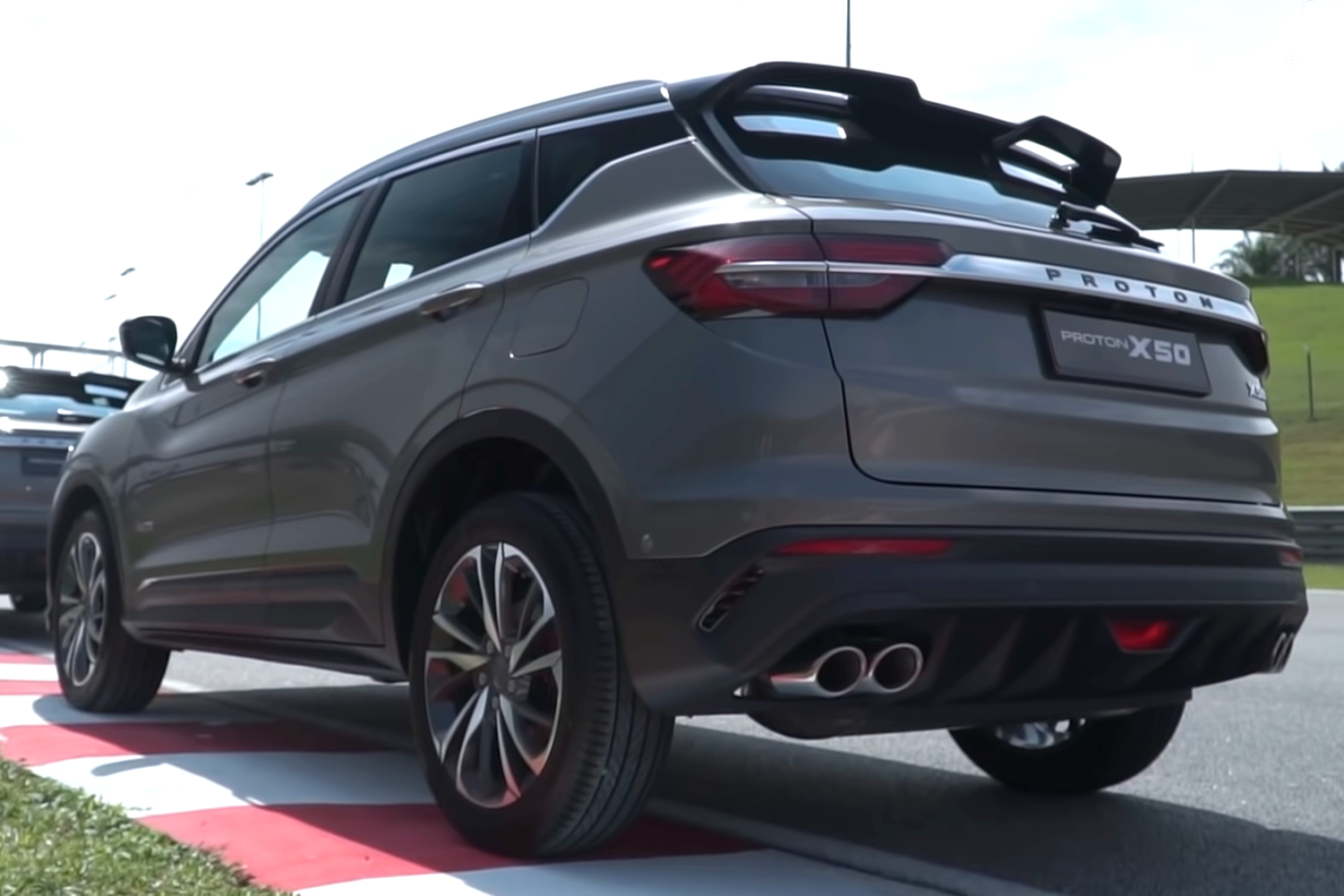
Vue arrière
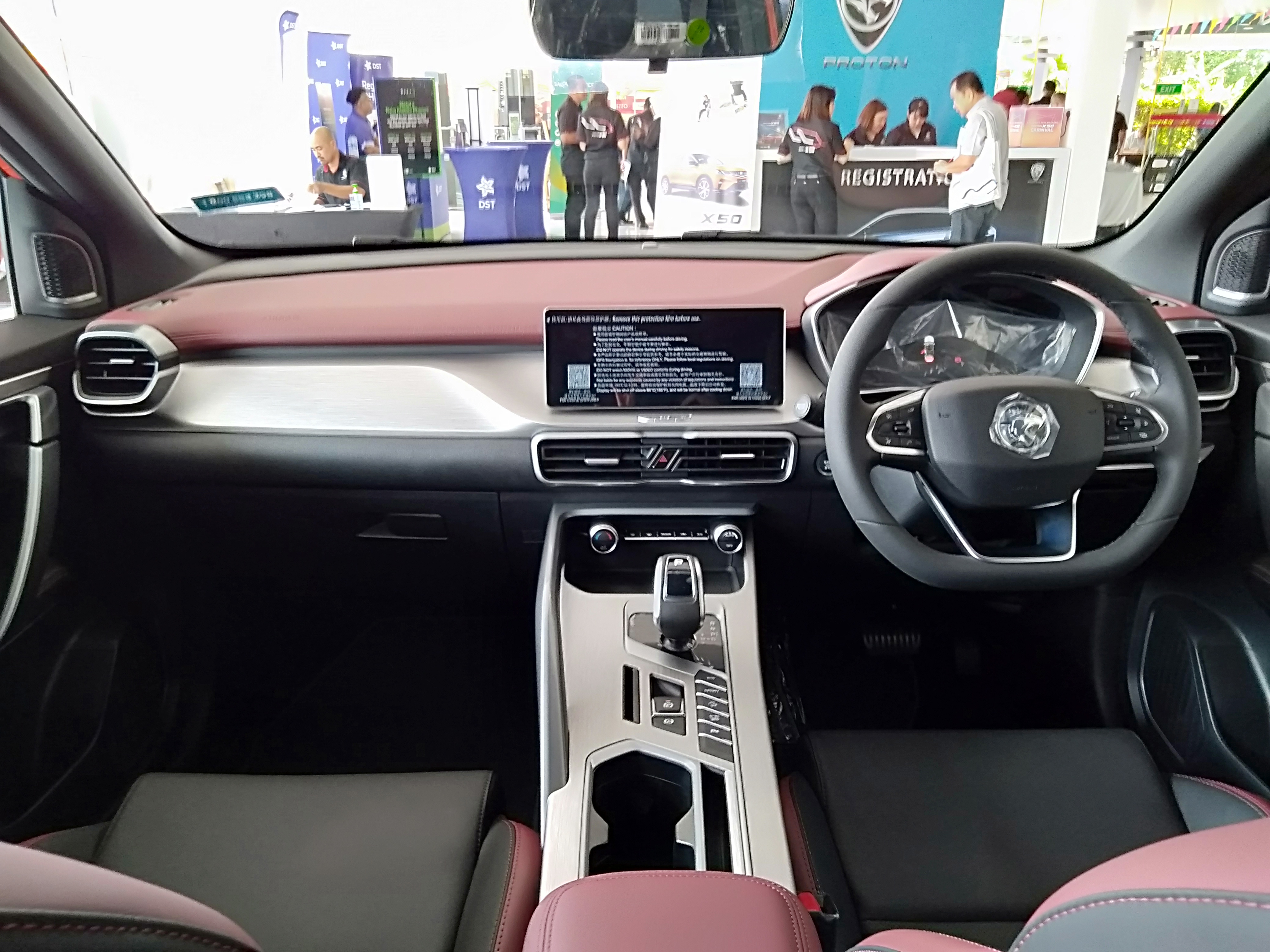
Intérieur
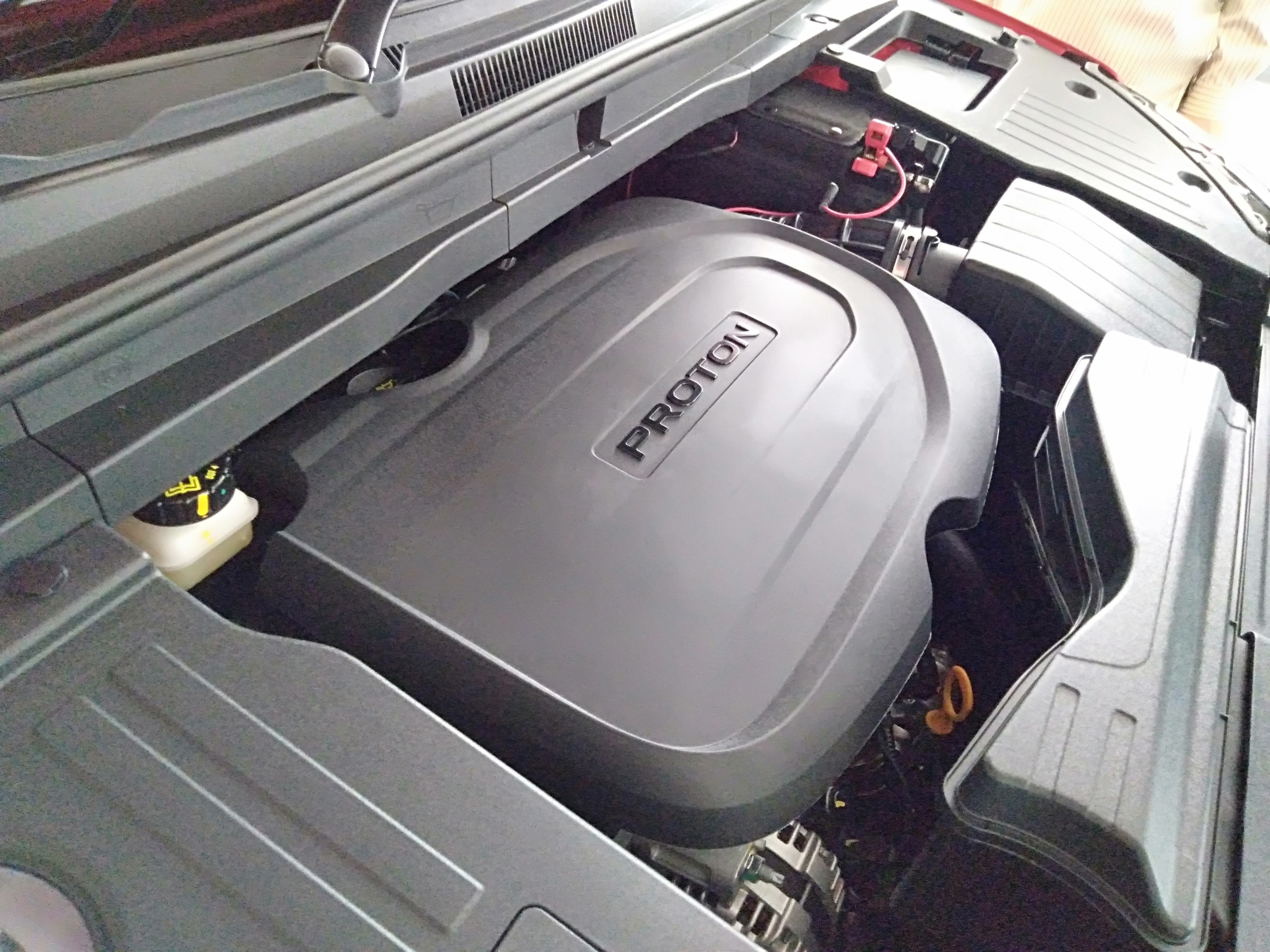
Moteur

## Groupe motopropulseur
Le X50 est proposé avec deux options de moteur en Malaisie, les deux sont des trois cylindres de 1,5 litre avec turbocompresseur codé JLH-3G15TD développé conjointement par Geely et Volvo. La variante de moteur à injection portuaire est disponible de série et le moteur à injection directe pour la variante Flagship,.
| Moteurs essence | Moteurs essence                                  | Moteurs essence                | Moteurs essence              | Moteurs essence                                     |
| Modèle          | Moteur                                           | Puissance                      | Couple                       | Transmissions                                       |
| --------------- | ------------------------------------------------ | ------------------------------ | ---------------------------- | --------------------------------------------------- |
| 1.5T PFI        | 3 cylindres en ligne turbocompressé de 1 477 cm3 | 150 ch (110 kW) à 5 500 tr/min | 226 N m à 1 500–4 000 tr/min | Transmission à double embrayage humide à 7 rapports |
| 1.5 T-GDi       | 3 cylindres en ligne turbocompressé de 1 477 cm3 | 177 ch (130 kW) à 5 500 tr/min | 255 N m à 1 500–4 000 tr/min | Transmission à double embrayage humide à 7 rapports |

## Sécurité
Le X50 est équipé de quatre coussins gonflables, d'un contrôle de stabilité du véhicule, d'une assistance au démarrage en côte, d'un contrôle de descente en côte et d'ancrages ISOFIX arrière pour siège enfant de série. Les finitions supérieures reçoivent six airbags et un système de surveillance de la pression des pneus, tandis que la finition Flagship gagne la suite de sécurité Advanced Driving Assistance System (ADAS) qui comprend un radar de régulation de distance avec fonction stop and go, une assistance au centrage de voie, un système anti-collision avec détection des piétons, assistance au maintien de voie, surveillance des angles morts et feux de route automatiques.
| Scores ASEAN NCAP  |             |
| Étoiles globales   | 5/5 étoiles |
| Occupant adulte    | 31,42       |
| Occupant enfant    | 41,50       |
| Aide à la sécurité | 14,00       |